# 1827
Portal Geschichte | Portal Biografien | Aktuelle Ereignisse | Jahreskalender | Tagesartikel

◄ |
18. Jahrhundert |
19. Jahrhundert
| 20. Jahrhundert | ►

◄ |
1790er |
1800er |
1810er |
1820er
| 1830er | 1840er | 1850er | ►

◄◄ |
◄ |
1823 |
1824 |
1825 |
1826 |
1827
| 1828 | 1829 | 1830 | 1831 | ► | ►►
Staatsoberhäupter · Wahlen · Nekrolog   · Musikjahr
| Januar | Januar | Januar | Januar | Januar | Januar | Januar | Januar |
| Kw     | Mo     | Di     | Mi     | Do     | Fr     | Sa     | So     |
| ------ | ------ | ------ | ------ | ------ | ------ | ------ | ------ |
| 1      | 1      | 2      | 3      | 4      | 5      | 6      | 7      |
| 2      | 8      | 9      | 10     | 11     | 12     | 13     | 14     |
| 3      | 15     | 16     | 17     | 18     | 19     | 20     | 21     |
| 4      | 22     | 23     | 24     | 25     | 26     | 27     | 28     |
| 5      | 29     | 30     | 31     |        |        |        |        |

| Februar | Februar | Februar | Februar | Februar | Februar | Februar | Februar |
| Kw      | Mo      | Di      | Mi      | Do      | Fr      | Sa      | So      |
| ------- | ------- | ------- | ------- | ------- | ------- | ------- | ------- |
| 5       |         |         |         | 1       | 2       | 3       | 4       |
| 6       | 5       | 6       | 7       | 8       | 9       | 10      | 11      |
| 7       | 12      | 13      | 14      | 15      | 16      | 17      | 18      |
| 8       | 19      | 20      | 21      | 22      | 23      | 24      | 25      |
| 9       | 26      | 27      | 28      |         |         |         |         |

| März | März | März | März | März | März | März | März |
| Kw   | Mo   | Di   | Mi   | Do   | Fr   | Sa   | So   |
| ---- | ---- | ---- | ---- | ---- | ---- | ---- | ---- |
| 9    |      |      |      | 1    | 2    | 3    | 4    |
| 10   | 5    | 6    | 7    | 8    | 9    | 10   | 11   |
| 11   | 12   | 13   | 14   | 15   | 16   | 17   | 18   |
| 12   | 19   | 20   | 21   | 22   | 23   | 24   | 25   |
| 13   | 26   | 27   | 28   | 29   | 30   | 31   |      |

| April | April | April | April | April | April | April | April |
| Kw    | Mo    | Di    | Mi    | Do    | Fr    | Sa    | So    |
| ----- | ----- | ----- | ----- | ----- | ----- | ----- | ----- |
| 13    |       |       |       |       |       |       | 1     |
| 14    | 2     | 3     | 4     | 5     | 6     | 7     | 8     |
| 15    | 9     | 10    | 11    | 12    | 13    | 14    | 15    |
| 16    | 16    | 17    | 18    | 19    | 20    | 21    | 22    |
| 17    | 23    | 24    | 25    | 26    | 27    | 28    | 29    |
| 18    | 30    |       |       |       |       |       |       |

| Mai | Mai | Mai | Mai | Mai | Mai | Mai | Mai |
| Kw  | Mo  | Di  | Mi  | Do  | Fr  | Sa  | So  |
| --- | --- | --- | --- | --- | --- | --- | --- |
| 18  |     | 1   | 2   | 3   | 4   | 5   | 6   |
| 19  | 7   | 8   | 9   | 10  | 11  | 12  | 13  |
| 20  | 14  | 15  | 16  | 17  | 18  | 19  | 20  |
| 21  | 21  | 22  | 23  | 24  | 25  | 26  | 27  |
| 22  | 28  | 29  | 30  | 31  |     |     |     |

| Juni | Juni | Juni | Juni | Juni | Juni | Juni | Juni |
| Kw   | Mo   | Di   | Mi   | Do   | Fr   | Sa   | So   |
| ---- | ---- | ---- | ---- | ---- | ---- | ---- | ---- |
| 22   |      |      |      |      | 1    | 2    | 3    |
| 23   | 4    | 5    | 6    | 7    | 8    | 9    | 10   |
| 24   | 11   | 12   | 13   | 14   | 15   | 16   | 17   |
| 25   | 18   | 19   | 20   | 21   | 22   | 23   | 24   |
| 26   | 25   | 26   | 27   | 28   | 29   | 30   |      |

| Juli | Juli | Juli | Juli | Juli | Juli | Juli | Juli |
| Kw   | Mo   | Di   | Mi   | Do   | Fr   | Sa   | So   |
| ---- | ---- | ---- | ---- | ---- | ---- | ---- | ---- |
| 26   |      |      |      |      |      |      | 1    |
| 27   | 2    | 3    | 4    | 5    | 6    | 7    | 8    |
| 28   | 9    | 10   | 11   | 12   | 13   | 14   | 15   |
| 29   | 16   | 17   | 18   | 19   | 20   | 21   | 22   |
| 30   | 23   | 24   | 25   | 26   | 27   | 28   | 29   |
| 31   | 30   | 31   |      |      |      |      |      |

| August | August | August | August | August | August | August | August |
| Kw     | Mo     | Di     | Mi     | Do     | Fr     | Sa     | So     |
| ------ | ------ | ------ | ------ | ------ | ------ | ------ | ------ |
| 31     |        |        | 1      | 2      | 3      | 4      | 5      |
| 32     | 6      | 7      | 8      | 9      | 10     | 11     | 12     |
| 33     | 13     | 14     | 15     | 16     | 17     | 18     | 19     |
| 34     | 20     | 21     | 22     | 23     | 24     | 25     | 26     |
| 35     | 27     | 28     | 29     | 30     | 31     |        |        |

| September | September | September | September | September | September | September | September |
| Kw        | Mo        | Di        | Mi        | Do        | Fr        | Sa        | So        |
| --------- | --------- | --------- | --------- | --------- | --------- | --------- | --------- |
| 35        |           |           |           |           |           | 1         | 2         |
| 36        | 3         | 4         | 5         | 6         | 7         | 8         | 9         |
| 37        | 10        | 11        | 12        | 13        | 14        | 15        | 16        |
| 38        | 17        | 18        | 19        | 20        | 21        | 22        | 23        |
| 39        | 24        | 25        | 26        | 27        | 28        | 29        | 30        |

| Oktober | Oktober | Oktober | Oktober | Oktober | Oktober | Oktober | Oktober |
| Kw      | Mo      | Di      | Mi      | Do      | Fr      | Sa      | So      |
| ------- | ------- | ------- | ------- | ------- | ------- | ------- | ------- |
| 40      | 1       | 2       | 3       | 4       | 5       | 6       | 7       |
| 41      | 8       | 9       | 10      | 11      | 12      | 13      | 14      |
| 42      | 15      | 16      | 17      | 18      | 19      | 20      | 21      |
| 43      | 22      | 23      | 24      | 25      | 26      | 27      | 28      |
| 44      | 29      | 30      | 31      |         |         |         |         |

| November | November | November | November | November | November | November | November |
| Kw       | Mo       | Di       | Mi       | Do       | Fr       | Sa       | So       |
| -------- | -------- | -------- | -------- | -------- | -------- | -------- | -------- |
| 44       |          |          |          | 1        | 2        | 3        | 4        |
| 45       | 5        | 6        | 7        | 8        | 9        | 10       | 11       |
| 46       | 12       | 13       | 14       | 15       | 16       | 17       | 18       |
| 47       | 19       | 20       | 21       | 22       | 23       | 24       | 25       |
| 48       | 26       | 27       | 28       | 29       | 30       |          |          |

| Dezember | Dezember | Dezember | Dezember | Dezember | Dezember | Dezember | Dezember |
| Kw       | Mo       | Di       | Mi       | Do       | Fr       | Sa       | So       |
| -------- | -------- | -------- | -------- | -------- | -------- | -------- | -------- |
| 48       |          |          |          |          |          | 1        | 2        |
| 49       | 3        | 4        | 5        | 6        | 7        | 8        | 9        |
| 50       | 10       | 11       | 12       | 13       | 14       | 15       | 16       |
| 51       | 17       | 18       | 19       | 20       | 21       | 22       | 23       |
| 52       | 24       | 25       | 26       | 27       | 28       | 29       | 30       |
| 1        | 31       |          |          |          |          |          |          |

| Januar | Januar | Januar | Januar | Januar | Januar | Januar | Januar |
| Kw     | Mo     | Di     | Mi     | Do     | Fr     | Sa     | So     |
| ------ | ------ | ------ | ------ | ------ | ------ | ------ | ------ |
| 1      | 1      | 2      | 3      | 4      | 5      | 6      | 7      |
| 2      | 8      | 9      | 10     | 11     | 12     | 13     | 14     |
| 3      | 15     | 16     | 17     | 18     | 19     | 20     | 21     |
| 4      | 22     | 23     | 24     | 25     | 26     | 27     | 28     |
| 5      | 29     | 30     | 31     |        |        |        |        |

| Februar | Februar | Februar | Februar | Februar | Februar | Februar | Februar |
| Kw      | Mo      | Di      | Mi      | Do      | Fr      | Sa      | So      |
| ------- | ------- | ------- | ------- | ------- | ------- | ------- | ------- |
| 5       |         |         |         | 1       | 2       | 3       | 4       |
| 6       | 5       | 6       | 7       | 8       | 9       | 10      | 11      |
| 7       | 12      | 13      | 14      | 15      | 16      | 17      | 18      |
| 8       | 19      | 20      | 21      | 22      | 23      | 24      | 25      |
| 9       | 26      | 27      | 28      |         |         |         |         |

| März | März | März | März | März | März | März | März |
| Kw   | Mo   | Di   | Mi   | Do   | Fr   | Sa   | So   |
| ---- | ---- | ---- | ---- | ---- | ---- | ---- | ---- |
| 9    |      |      |      | 1    | 2    | 3    | 4    |
| 10   | 5    | 6    | 7    | 8    | 9    | 10   | 11   |
| 11   | 12   | 13   | 14   | 15   | 16   | 17   | 18   |
| 12   | 19   | 20   | 21   | 22   | 23   | 24   | 25   |
| 13   | 26   | 27   | 28   | 29   | 30   | 31   |      |

| April | April | April | April | April | April | April | April |
| Kw    | Mo    | Di    | Mi    | Do    | Fr    | Sa    | So    |
| ----- | ----- | ----- | ----- | ----- | ----- | ----- | ----- |
| 13    |       |       |       |       |       |       | 1     |
| 14    | 2     | 3     | 4     | 5     | 6     | 7     | 8     |
| 15    | 9     | 10    | 11    | 12    | 13    | 14    | 15    |
| 16    | 16    | 17    | 18    | 19    | 20    | 21    | 22    |
| 17    | 23    | 24    | 25    | 26    | 27    | 28    | 29    |
| 18    | 30    |       |       |       |       |       |       |

| Mai | Mai | Mai | Mai | Mai | Mai | Mai | Mai |
| Kw  | Mo  | Di  | Mi  | Do  | Fr  | Sa  | So  |
| --- | --- | --- | --- | --- | --- | --- | --- |
| 18  |     | 1   | 2   | 3   | 4   | 5   | 6   |
| 19  | 7   | 8   | 9   | 10  | 11  | 12  | 13  |
| 20  | 14  | 15  | 16  | 17  | 18  | 19  | 20  |
| 21  | 21  | 22  | 23  | 24  | 25  | 26  | 27  |
| 22  | 28  | 29  | 30  | 31  |     |     |     |

| Juni | Juni | Juni | Juni | Juni | Juni | Juni | Juni |
| Kw   | Mo   | Di   | Mi   | Do   | Fr   | Sa   | So   |
| ---- | ---- | ---- | ---- | ---- | ---- | ---- | ---- |
| 22   |      |      |      |      | 1    | 2    | 3    |
| 23   | 4    | 5    | 6    | 7    | 8    | 9    | 10   |
| 24   | 11   | 12   | 13   | 14   | 15   | 16   | 17   |
| 25   | 18   | 19   | 20   | 21   | 22   | 23   | 24   |
| 26   | 25   | 26   | 27   | 28   | 29   | 30   |      |

| Juli | Juli | Juli | Juli | Juli | Juli | Juli | Juli |
| Kw   | Mo   | Di   | Mi   | Do   | Fr   | Sa   | So   |
| ---- | ---- | ---- | ---- | ---- | ---- | ---- | ---- |
| 26   |      |      |      |      |      |      | 1    |
| 27   | 2    | 3    | 4    | 5    | 6    | 7    | 8    |
| 28   | 9    | 10   | 11   | 12   | 13   | 14   | 15   |
| 29   | 16   | 17   | 18   | 19   | 20   | 21   | 22   |
| 30   | 23   | 24   | 25   | 26   | 27   | 28   | 29   |
| 31   | 30   | 31   |      |      |      |      |      |

| August | August | August | August | August | August | August | August |
| Kw     | Mo     | Di     | Mi     | Do     | Fr     | Sa     | So     |
| ------ | ------ | ------ | ------ | ------ | ------ | ------ | ------ |
| 31     |        |        | 1      | 2      | 3      | 4      | 5      |
| 32     | 6      | 7      | 8      | 9      | 10     | 11     | 12     |
| 33     | 13     | 14     | 15     | 16     | 17     | 18     | 19     |
| 34     | 20     | 21     | 22     | 23     | 24     | 25     | 26     |
| 35     | 27     | 28     | 29     | 30     | 31     |        |        |

| September | September | September | September | September | September | September | September |
| Kw        | Mo        | Di        | Mi        | Do        | Fr        | Sa        | So        |
| --------- | --------- | --------- | --------- | --------- | --------- | --------- | --------- |
| 35        |           |           |           |           |           | 1         | 2         |
| 36        | 3         | 4         | 5         | 6         | 7         | 8         | 9         |
| 37        | 10        | 11        | 12        | 13        | 14        | 15        | 16        |
| 38        | 17        | 18        | 19        | 20        | 21        | 22        | 23        |
| 39        | 24        | 25        | 26        | 27        | 28        | 29        | 30        |

| Oktober | Oktober | Oktober | Oktober | Oktober | Oktober | Oktober | Oktober |
| Kw      | Mo      | Di      | Mi      | Do      | Fr      | Sa      | So      |
| ------- | ------- | ------- | ------- | ------- | ------- | ------- | ------- |
| 40      | 1       | 2       | 3       | 4       | 5       | 6       | 7       |
| 41      | 8       | 9       | 10      | 11      | 12      | 13      | 14      |
| 42      | 15      | 16      | 17      | 18      | 19      | 20      | 21      |
| 43      | 22      | 23      | 24      | 25      | 26      | 27      | 28      |
| 44      | 29      | 30      | 31      |         |         |         |         |

| November | November | November | November | November | November | November | November |
| Kw       | Mo       | Di       | Mi       | Do       | Fr       | Sa       | So       |
| -------- | -------- | -------- | -------- | -------- | -------- | -------- | -------- |
| 44       |          |          |          | 1        | 2        | 3        | 4        |
| 45       | 5        | 6        | 7        | 8        | 9        | 10       | 11       |
| 46       | 12       | 13       | 14       | 15       | 16       | 17       | 18       |
| 47       | 19       | 20       | 21       | 22       | 23       | 24       | 25       |
| 48       | 26       | 27       | 28       | 29       | 30       |          |          |

| Dezember | Dezember | Dezember | Dezember | Dezember | Dezember | Dezember | Dezember |
| Kw       | Mo       | Di       | Mi       | Do       | Fr       | Sa       | So       |
| -------- | -------- | -------- | -------- | -------- | -------- | -------- | -------- |
| 48       |          |          |          |          |          | 1        | 2        |
| 49       | 3        | 4        | 5        | 6        | 7        | 8        | 9        |
| 50       | 10       | 11       | 12       | 13       | 14       | 15       | 16       |
| 51       | 17       | 18       | 19       | 20       | 21       | 22       | 23       |
| 52       | 24       | 25       | 26       | 27       | 28       | 29       | 30       |
| 1        | 31       |          |          |          |          |          |          |

## Ereignisse

### Politik und Weltgeschehen

#### Griechischer Unabhängigkeitskrieg
- 5. Juni: Im griechischen Unabhängigkeitskampf muss die belagerte Besatzung auf der Athener Akropolis kapitulieren. Osmanische Truppen besetzen anschließend die Stadt.
- 6. Juli: Im Londoner Vertrag verlangen die Großmächte Großbritannien, Frankreich und Russland das Einstellen der durch die Griechische Revolution ausgelösten Feindseligkeiten zwischen Griechen und dem Osmanischen Reich. Sie bieten ihre Vermittlung bei der Schaffung eines unabhängigen griechischen Staates an.
- 20. Oktober: In der Schlacht von Navarino erlangt Griechenland seine Unabhängigkeit vom Osmanischen Reich.

#### Weitere Ereignisse in Europa und Nordafrika
- 29. April: Drei Schläge mit dem Fliegenwedel, die der Herrscher Hussein Dey in Algier dem französischen Konsul Pierre Deval nach dessen flapsiger Antwort zum Schuldenproblem bei einem Empfang verabreicht, haben späte Folgen. Drei Jahre danach landen französische Truppen unter dem Vorwand, die Ehre Frankreichs wiederherzustellen, und besetzen Algerien.
- 5. Mai: Thronwechsel in Sachsen. Auf König Friedrich August I. folgt sein Bruder Anton.
- 13. Oktober: Russische Truppen erobern Jerewan, die Hauptstadt Armeniens.

#### Amerika
- 20. Februar: In der Schlacht bei Ituzaingó erleidet Brasilien im Argentinisch-Brasilianischen Krieg eine Niederlage. Eine Einheit der Brasilianischen Imperialen Armee trifft auf argentinisch-uruguayische Truppen.

#### Asien
- Anuvong-Rebellion: Die tributpflichtigen Königreiche Vientiane und Champasak der Lao rebellieren gegen die siamesische Oberherrschaft. Im Februar können ihre Truppen bis kurz vor Bangkok vordringen, werden dann aber zurückgeschlagen und erleiden in der Schlacht bei Nong Bua Lam Phu vom 1. bis 4. Mai eine entscheidende Niederlage. Wenige Tage später nehmen siamesische Truppen die Hauptstadt Vientiane ein.

### Wirtschaft
- 11. Januar: Die Stadt Bremen kauft vom Königreich Hannover ein Stück Land an der Wesermündung zur Anlage eines Seehafens, der Ort wird Bremerhaven genannt.
- 1. Februar: In London können die ersten Stadtpläne der britischen Hauptstadt gekauft werden.
- 11. Februar: Josef Ressel wird in Österreich ein so genanntes Privilegium für seine Erfindung der Schiffsschraube gewährt, das ihn zur wirtschaftlichen Verwertung berechtigt.
- 28. Februar: Der US-Bundesstaat Maryland verabschiedet das Gesetz zur Bildung der Baltimore and Ohio Railroad. Sie wird in der Folge die erste Eisenbahngesellschaft in den USA für den öffentlichen Güter- und Personenverkehr.
- 7. April: In seiner Apotheke beginnt der Engländer John Walker, die von ihm erfundenen Streichhölzer zu verkaufen.
- Gründung des Verlags für Reisehandbücher durch Karl Baedeker
- In weiten Teilen Deutschlands und Frankreichs wird die Plenterung verboten, um den rapiden Rückgang der Wälder aufzuhalten und die Holznot zu bekämpfen (siehe auch: Geschichte des Waldes in Mitteleuropa).

### Wissenschaft und Technik
- 9. Februar: Erstmals erscheint in London eine Ausgabe der Monthly Notices of the Royal Astronomical Society, einer Fachzeitschrift für Astronomie und Astrophysik.
- 12. Mai: Nach mehr als zwei Jahrzehnten Abwesenheit kehrt Alexander von Humboldt nach Berlin zurück.
- 15. März: Als King's College at York wird die heutige Universität Toronto gegründet.
- 30. Juni: Die Bahnstrecke Saint-Étienne–Andrézieux wird als erste Pferdebahn auf dem europäischen Kontinent eröffnet. Bis 1832 werden auf der Strecke nur Güter transportiert.

Personenverkehr III. Klasse und Güterverkehr in einer zeitgenössischen Grafik

- 7. September: Die erste Teilstrecke der Pferdeeisenbahn Budweis–Linz wird für den Verkehr freigegeben.
- 16. Oktober: John Herschel erblickt im Sternbild Fische die Galaxie NGC 204.
- 11. November: Im Sternbild Andromeda bemerkt John Herschel die Galaxie NGC 43.
- 22. November: John Herschel wird zum Entdecker der Galaxie NGC 226 im Sternbild Andromeda und der Galaxie NGC 287 im Sternbild Fische.
- Émile Clapeyron findet die allgemeine Zustandsgleichung idealer Gase (Clausius-Clapeyron-Gleichung)
- Johann Nikolaus von Dreyse entwickelt das Dreyse-Zündnadelgewehr.

### Kultur und Gesellschaft

#### Musik und Theater
- 30. Januar: Uraufführung der komischen Oper L'Artisan von Fromental Halévy an der Opéra-Comique in Paris
- 8. März: Uraufführung der Oper Gli Arabi nelle Gallie ossia Il Trionfo della fede (Die Araber in Gallien oder Der Triumph der Treue) von Giovanni Pacini am Teatro alla Scala di Milano in Mailand

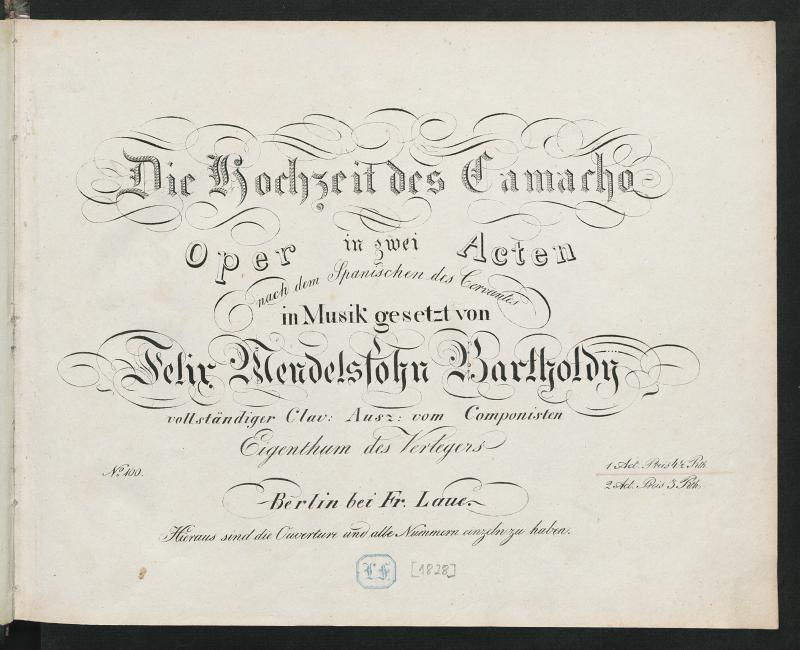
Die Hochzeit des Camacho, Klavierauszug 1828

- 29. April: Die Uraufführung der Oper Die Hochzeit des Camacho von Felix Mendelssohn Bartholdy nach der literarischen Vorlage Don Quijote von Miguel de Cervantes findet im Königlichen Schauspielhaus in Berlin statt. Obwohl das Werk zu Mendelsohns Unzufriedenheit auf einer Nebenbühne aufgeführt wird, wird es vom Publikum sehr positiv aufgenommen. Weitere Aufführungen scheitern allerdings zunächst an der Erkrankung des Don Quixote, Heinrich Blume, und unterbleiben schließlich ganz.
- 4. Juni: In Plochingen findet an Pfingsten das erste deutsche Liederfest statt, zu dem sich überwiegend Liederkränze aus Südwestdeutschland einfinden.
- 27. Oktober: Die Uraufführung der Oper Il pirata (Der Pirat) von Vincenzo Bellini erfolgt am Teatro alla Scala di Milano in Mailand. Das Libretto hat Felice Romani auf Grundlage des Romans Bertram or the Castle of St. Aldobrand von Charles Robert Maturin verfasst.
- 3. November: Uraufführung der komischen Oper Le Roi et le batelier von Fromental Halévy an der Opéra-Comique in Paris
- 28. Dezember: Uraufführung der Oper Le Mal du pays ou La Bâtelière de Brientz von Adolphe Adam am Théâtre du Gymnase in Paris

#### Sonstiges

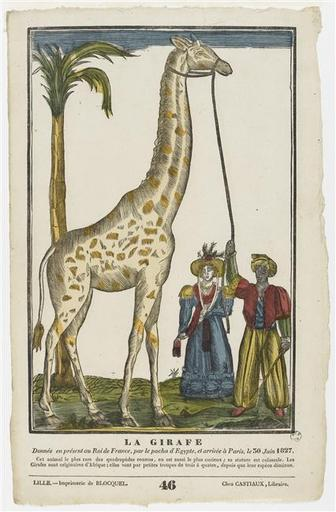
Zarafa

- 30. Juni: Zarafa, die erste Giraffe der neueren Zeit in Europa, erreicht Paris.
- 13. Dezember: In New York City wird Delmonico’s Restaurant als Café eröffnet.
- Die Berliner Schachgesellschaft wird gegründet. Sie ist Deutschlands ältester Schachverein und existiert noch heute in Berlin unter dem genauen Namen Berliner Schachgesellschaft 1827 Eckbauer e. V.

### Religion
- 13. Februar: In der Enzyklika Quanta laetitia strukturiert Papst Leo XII. die Römisch-katholische Kirche in Schottland neu.
- 22. September: Joseph Smith, der spätere Begründer der Mormonen (Kirche Jesu Christi der Heiligen der Letzten Tage), behauptet, der ihm erschienene Engel Moroni habe ihm Goldplatten mit eingravierten Zeichen überreicht. Smith übersetzt daraus, wie er angibt, mit Hilfe der Sehersteine Urim und Tummim in der Folge das Buch Mormon.

### Katastrophen

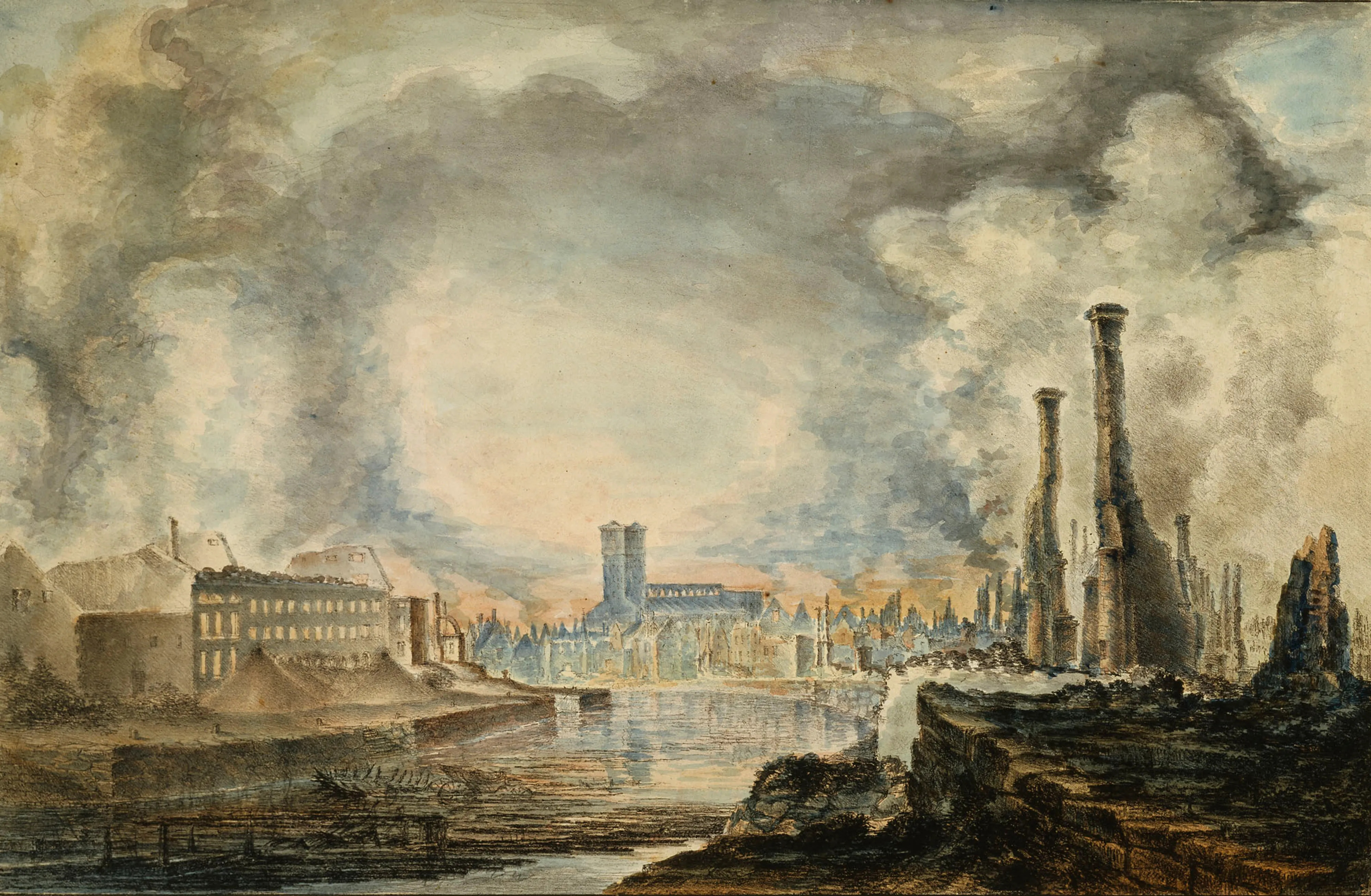
Der große Stadtbrand von 1827, Lithografie von C. A. af Scheele

- 4. September: Turku, zu jener Zeit die größte Stadt Finnlands, wird durch einen Großbrand fast völlig zerstört.

## Geboren

### Januar/Februar
- 02. Januar: Kraft Karl August zu Hohenlohe-Ingelfingen, preußischer General der Artillerie und Militärschriftsteller († 1892)
- 03. Januar: Michel Rodange, luxemburgischer Schriftsteller († 1876)
- 04. Januar: Peter Baumgras, deutsch-US-amerikanischer Maler († 1903)
- 07. Januar: Sandford Fleming, kanadischer Ingenieur und Erfinder († 1915)
- 10. Januar: Conrad Paul Wusching, rumäniendeutscher Komponist, Kirchenmusiker und Chorleiter († 1900)
- 11. Januar: Rainer Ferdinand von Österreich, österreichischer Erzherzog, altösterreichischer General († 1913)
- 17. Januar: Gustav Hermann von Alvensleben, preußischer General († 1905)
- 17. Januar: Francis Cassidy, kanadischer Politiker. 1873 war er Bürgermeister der Stadt Montreal († 1873)
- 17. Januar: Andreas Oppermann, deutscher Jurist sowie Reise- und Kunstschriftsteller († 1896)
- 19. Januar: Hiram Parks Bell, US-amerikanischer Politiker († 1907)
- 21. Januar: Joseph Charlot, französischer Komponist († 1871)
- 22. Januar: Thomas Clement Fletcher, US-amerikanischer Politiker († 1899)
- 24. Januar: Hermann Gladenbeck, deutscher Bildgießer († 1918)
- 28. Januar: August Wilhelm von Babo, österreichischer Weinbauforscher († 1894)
- 30. Januar: Wilhelm Heine, deutscher Maler und Reisender († 1885)
- 01. Februar: Josef Ignaz Amiet, Schweizer Historiker, Staatsschreiber und Staatsarchivar († 1895)
- 01. Februar: Alphonse de Rothschild, französischer Bankier († 1905)
- 01. Februar: Robert Pearsall Smith, US-amerikanischer Fabrikant († 1898)
- 02. Februar: Oswald Achenbach, deutscher Maler († 1905)
- 02. Februar: Ludwig Eichrodt, deutscher Schriftsteller († 1892)
- 04. Februar: Charlotte von Krogh, deutsch-dänische Malerin († 1913)
- 08. Februar: Eugénie de Santa-Coloma, französische Komponistin und Sängerin († 1895)
- 11. Februar: Tony Franck, deutsche Pianistin († 1875)
- 12. Februar: Alexander Wilhelm Gottschalg, thüringischer Kantor, Organist und Komponist († 1908)
- 16. Februar: Carl Bernhard Wilhelm Scheibler, deutscher Chemiker († 1899)
- 17. Februar: Georg von Liebig, deutscher Mediziner und Klimatologe († 1903)
- 17. Februar: Maria Francesca Rossetti, britische Autorin († 1876)
- 18. Februar: Heinrich Brugsch, deutscher Ägyptologe († 1894)
- 23. Februar: Raffaele Monaco La Valletta, italienischer Kurienkardinal († 1896)
- 24. Februar: Lydia Becker, britische Frauenrechtlerin († 1890)
- 28. Februar: Stevenson Archer, US-amerikanischer Politiker († 1898)

### März/April

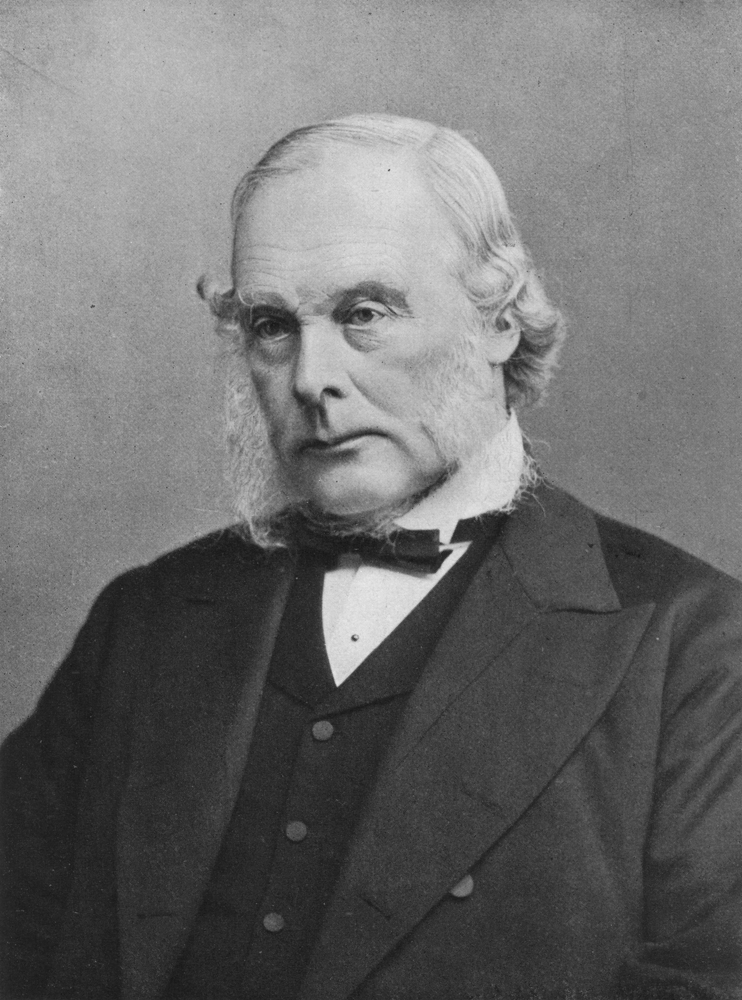
Joseph Lister, 1. Baron Lister

- 02. März: Giovanni Arcioni, Schweizer Schriftsteller († 1898)
- 05. März: Charles Antoine Gidel, französischer Literaturhistoriker († 1900)
- 05. März: Émile Jonas, französischer Komponist und Kantor († 1905)
- 06. März: Wilhelm Carl Heraeus, deutscher Apotheker und Chemiker, Gründer der Firma Heraeus († 1904)
- 07. März: Wilhelm Engelhardt, preußischer Jurist und Militärbeamter († 1897)
- 08. März: Wilhelm Heinrich Immanuel Bleek, deutscher Sprachwissenschaftler († 1875)
- 08. März: Ernst Schalck, deutscher Maler, Zeichner und Karikaturist († 1865)
- 11. März: Franz Magnus Böhme, deutscher Musiklehrer, Volksliedforscher und -sammler († 1898)
- 16. März: John Baptiste Calkin, englischer Organist, Komponist und Musikpädagoge († 1905)
- 20. März: Alfred Assolant, französischer Schriftsteller († 1886)
- 20. März: Alexander Spengler, Arzt und badischer Revolutionär († 1901)
- 21. März: Andrew Leith Adams, schottischer Mediziner, Naturforscher und Geologe († 1882)
- 26. März: Wassili Wassiljewitsch Wassiljew, russischer Maler und Grafiker († 1894)
- 28. März: Ludwig Clericus, deutscher Sphragistiker, Heraldiker und Redakteur († 1892)
- 29. März: Jean-Jules Clamageran, französischer Politiker († 1903)
- 02. April: William Holman Hunt, britischer Maler († 1910)
- 02. April: Józef Nikorowicz, polnischer Komponist († 1890)
- 05. April: Joseph Lister, britischer Mediziner († 1912)
- 05. April: Georg Voigt, deutscher Historiker († 1891)
- 07. April: Christian Friedrich Röder, Schuldirektor und ein Mundartsänger und -dichter des Erzgebirges († 1900)

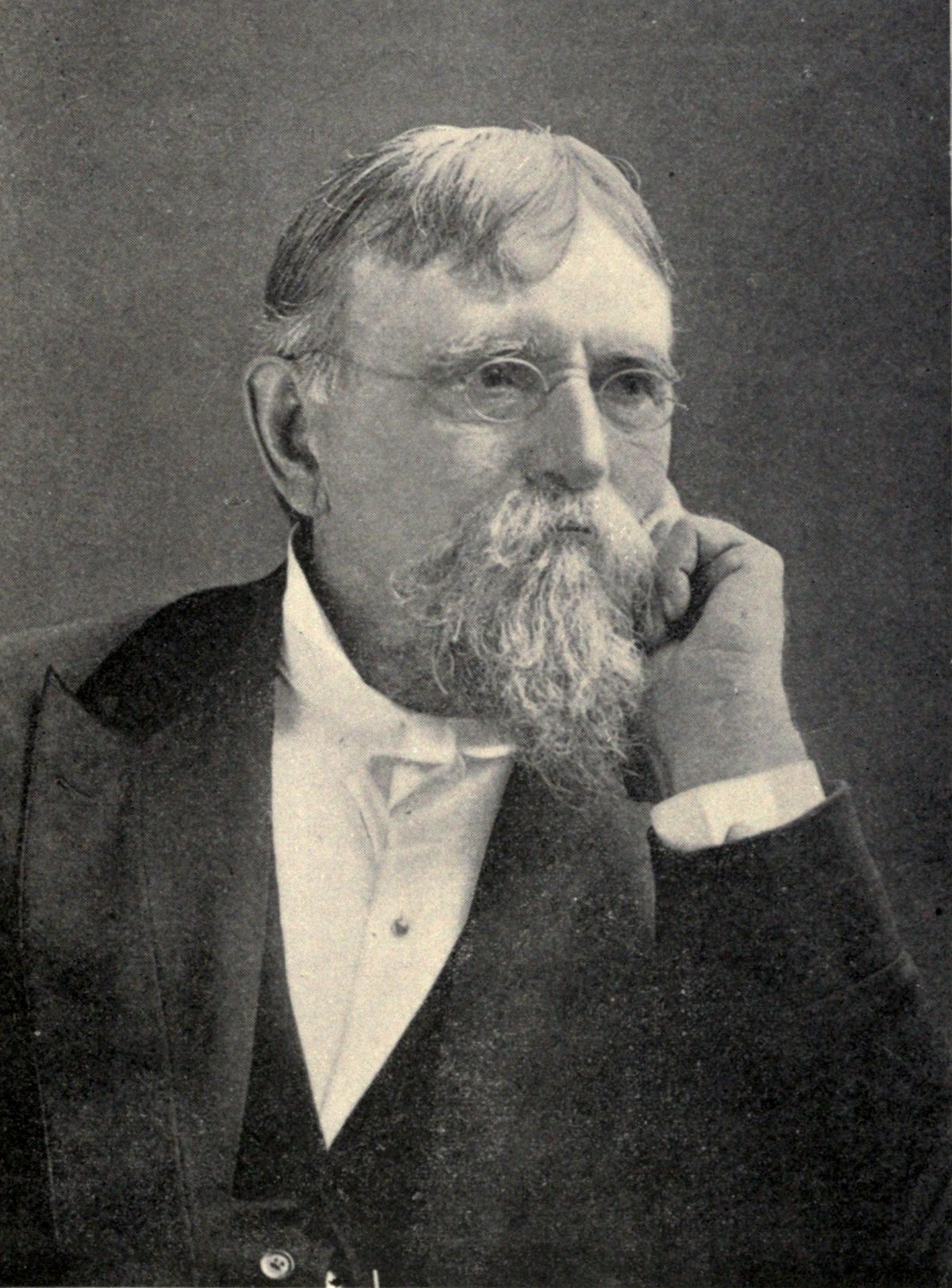
Lew Wallace

- 10. April: Lew Wallace, US-amerikanischer Militär, Politiker und Schriftsteller († 1905)
- 11. April: Isaak Auerbach, deutscher Architekt, Land- und Wasserbaumeister und Baumeister († 1875)
- 11. April: James Augustus Grant, britischer Offizier und Afrikareisender († 1892)
- 11. April: Hermann Julius Grüneberg, deutscher Erfinder und Unternehmer († 1894)
- 18. April: Friedrich Ludwig Theodor Friese, deutscher Orgelbauer († 1896)
- 20. April: John Gibbon, General der US-Armee († 1896)
- 22. April: Henry Cooper, US-amerikanischer Politiker († 1884)
- 23. April: August Ganghofer, deutscher Forstbeamter († 1900)
- 23. April: Johann Friedrich von Schulte, Professor für Zivil- und Kirchenrecht († 1914)
- 24. April: Gustave Pictet, Schweizer Jurist und Politiker († 1900)
- 24. April: Antonie Volkmar, deutsche Porträt- und Genremalerin († 1903)
- 26. April: Friedrich Ehrbar, österreichischer Klavierfabrikant († 1905)
- 27. April: Tommaso Agudio, italienischer Ingenieur († 1893)

### Mai/Juni
- 01. Mai: Jules Breton, französischer Maler († 1906)
- 01. Mai: Friedrich Karl Heinrich Otto Gebhardt, deutscher Jurist und Politiker († 1888)
- 02. Mai: Franz Hermann Reinhold Frank, deutscher Theologe († 1894)
- 03. Mai: Eduard Fürstenberg, Gründer des ersten Vereins für gehörlose Menschen in Deutschland († 1885)
- 03. Mai: John Hanning Speke, britischer Afrikaforscher († 1864)
- 03. Mai: Robert Zünd, Schweizer Maler († 1909)
- 10. Mai: William Windom, Jurist und Politiker († 1891)
- 11. Mai: Jean-Baptiste Carpeaux, französischer Bildhauer († 1875)
- 11. Mai: Elisabeth Rosenthal, Gründerin der ersten privaten höheren Mädchenschule in Magdeburg († 1891)
- 13. Mai: Josef Plachutta, deutscher Schachspieler († 1883)
- 15. Mai: Knud Bergslien, norwegischer Maler († 1908)
- 16. Mai: Ludwig Eckardt, österreichischer Germanist, Revolutionär 1848/49 († 1871)
- 16. Mai: Norman Jay Colman, US-amerikanischer Politiker († 1911)
- 16. Mai: Pierre Cuypers, niederländischer Architekt († 1921)
- 19. Mai: Leonidas Sexton, US-amerikanischer Politiker († 1880)
- 21. Mai: Jules Duvaux, französischer Politiker († 1902)
- 22. Mai: Charles David Anderson, US-amerikanischer Plantagenbesitzer, Geschäftsmann, Jurist und General († 1901)
- 23. Mai: Milton Latham, US-amerikanischer Politiker († 1882)
- 01. Juni: Heinrich Theodor Flathe, deutscher Historiker († 1900)
- 02. Juni: Bertha Augusti, deutsche Schriftstellerin († 1886)
- 04. Juni: Louis Alexandre Brière de l’Isle, französischer General († 1896)
- 07. Juni: Alonzo J. Edgerton, US-amerikanischer Jurist und Politiker († 1896)
- 09. Juni: Cherubino Patà, Schweizer Landschafts- und Porträtmaler († 1899)
- 10. Juni: Thomas W. Ferry, US-amerikanischer Politiker († 1896)
- 10. Juni: Louise Aglaé Massart, französische Pianistin, Musikpädagogin und Komponistin († 1887)
- 10. Juni: Adolf Wahrmund, deutscher Orientalist und Schriftsteller († 1913)

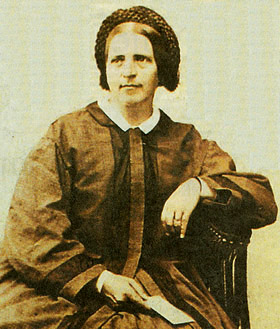
Johanna Spyri

- 12. Juni: Johanna Spyri, Schweizer Schriftstellerin († 1901)
- 13. Juni: August von Heyden, deutscher Maler und Dichter († 1897)
- 16. Juni: Élie Reclus, französischer Ethnologe und Anarchist († 1904)
- 19. Juni: Carl Ladenburg, deutscher Bankier und Politiker († 1909)
- 20. Juni: Vincenzo Cabianca, italienischer Maler († 1902)
- 20. Juni: Bernhard Weiss, evangelischer Theologe († 1918)
- 24. Juni: John G. Downey, US-amerikanischer Politiker († 1894)
- 26. Juni: Gaetana Sterni, Selige, italienische Ordensfrau und Ordensgründerin († 1889)
- 30. Juni: Charles Brown, englischer Maschinenkonstrukteur († 1905)

### Juli/August
- 04. Juli: George Glick, US-amerikanischer Politiker († 1911)
- 08. Juli: Franz Anton Goldkuhle, deutscher Bildhauer, Kunsttischler und Altarbauer († 1906)
- 08. Juli: Robert Henze, deutscher Bildhauer († 1906)
- 08. Juli: Nikolaus Friedrich Peter, oldenburgischer Großherzog († 1900)
- 15. Juli: William Wallace Thayer, US-amerikanischer Politiker († 1899)
- 17. Juli: Frederick Augustus Abel, englischer Chemiker († 1902)
- 19. Juli: Orville H. Platt, US-amerikanischer Politiker († 1905)
- 22. Juli: Johannes Steen, norwegischer Politiker und Ministerpräsident († 1906)
- 23. Juli: John A. Burbank, US-amerikanischer Politiker († 1905)
- 23. Juli: Roswell Farnham, US-amerikanischer Politiker († 1903)
- 23. Juli: Otto Ribbeck, deutscher Altphilologe († 1898)
- 24. Juli: Francisco Solano López, Präsident von Paraguay († 1870)
- 28. Juli: William Edwin Baldwin, Brigadegeneral der Konföderierten im Amerikanischen Bürgerkrieg († 1864)
- 02. August: Gustav Ferdinand Hertz, deutscher Jurist und Hamburger Senator († 1914)
- 02. August: Manuel Pavía, ein spanischer General, dessen Staatsstreich die Erste Spanische Republik beendete († 1895)
- 03. August: Sergei Semjonowitsch Urussow, russischer Schachspieler († 1897)
- 10. August: Adalbert Falk, preußischer Kultusminister († 1900)
- 11. August: Ellsworth C. Phelps, US-amerikanischer Komponist und Organist († 1913)
- 13. August: Francisco Gomes de Amorim, portugiesischer Schriftsteller († 1891)
- 15. August: Ludwig Angerer, österreichischer Fotograf († 1879)
- 15. August: Leopold Feigenbutz, deutscher Heimatforscher († 1904)
- 15. August: Wilhelm Riefstahl, deutscher Maler († 1888)
- 16. August: Ernst Immanuel Bekker, deutscher Jurist und Hochschullehrer († 1916)
- 16. August: Johann Siegwald Dahl, deutscher Maler († 1902)
- 16. August: Hyacinth Holland, deutscher Kunst- und Literaturhistoriker († 1918)
- 20. August: Charles De Coster, belgischer Schriftsteller († 1879)
- 20. August: Josef Strauss, österreichischer Komponist und Dirigent († 1870)
- 22. August: Anton Nowotny, tschechischer Autor von Schachproblemen († 1871)
- 22. August: Edouard Silas, niederländischer Komponist und Organist († 1909)
- 27. August: August Tonnar, deutscher Bierbrauer sowie Dialektforscher und Heimatdichter († 1909)
- 27. August: James A. Weston, US-amerikanischer Politiker († 1895)
- 29. August: Otto Kübler, deutscher Pädagoge und Klassischer Philologe († 1912)
- 30. August: Gisela von Arnim, deutsche Schriftstellerin († 1889)

### September/Oktober
- 10. September: Richard Hüttig, deutscher Unternehmer
- 11. September: Carl Robert Lessing, Miteigentümer und Herausgeber der „Vossischen Zeitung“ († 1911)
- 13. September: Catherine Winkworth, englische Übersetzerin von Kirchenliedern († 1878)
- 14. September: Hermann Krone, deutscher Fotograf, Wissenschaftler und Publizist († 1916)
- 14. September: Henriette Schrader-Breymann, deutsche Pädagogin († 1899)
- 15. September: Karl Rudolf Friedenthal, deutscher Politiker, Jurist und Unternehmer († 1890)
- 20. September: Heinrich Friedrich Wilhelm André, deutscher Jurist und Politiker († 1903)
- 22. September: Paul Viktor Niemeyer, Gartenarchitekt und Gartendirektor der Stadt Magdeburg († 1901)
- 26. September: Helene Ross, deutsche Malerin († 1911)
- 27. September: Georgiana Archer, schottische Lehrerin († 1882)
- 27. September: Hiram Rhodes Revels, US-amerikanischer Politiker, Geistlicher († 1901)
- 27. September: Peter Turney, US-amerikanischer Politiker († 1903)
- 28. September: Bernhard Baumeister, deutscher Schauspieler († 1917)
- 28. September: Aaron Augustus Sargent, US-amerikanischer Politiker († 1887)
- 02. Oktober: Julius Carl Friedrich Aßmann, deutscher Uhrmacher († 1886)
- 02. Oktober: Edmund J. Davis, US-amerikanischer Offizier und Gouverneur von Texas († 1883)
- 06. Oktober: Carl Riedel, deutscher Kapellmeister († 1888)
- 07. Oktober: Fulgenzio Chicherio, Schweizer Jurist und Offizier der Schweizer Armee († 1907)
- 09. Oktober: Susanna Benda, deutsche Schauspielerin († 1912)
- 11. Oktober: Asaf Jah V., Fürst von Hyderabad († 1869)
- 13. Oktober: Robert Crozier, US-amerikanischer Politiker († 1895)
- 14. Oktober: William M. Stone, US-amerikanischer Politiker († 1893)
- 15. Oktober: Abdisho V. Khayat, Patriarch von Babylon der Chaldäer († 1899)
- 15. Oktober: Friedrich Adler, deutscher Baumeister und Bauforscher († 1908)
- 15. Oktober: Mihály Zichy, ungarischer Maler († 1906)
- 16. Oktober: Arnold Böcklin, Schweizer Maler, Zeichner, Graphiker und Bildhauer († 1901)
- 16. Oktober: Johann Ulrich Hafner, Schweizer Ingenieur, Unternehmer und Politiker († 1891)
- 24. Oktober: George Robinson, 1. Marquess of Ripon, britischer Staatsmann und Diplomat († 1909)
- 25. Oktober: Marcelin Berthelot, französischer Chemiker und Politiker († 1907)
- 25. Oktober: Alexander Büchner, Schriftsteller und Professor der Literaturgeschichte († 1904)
- 27. Oktober: Leopold Löffler, polnischer Maler († 1898)
- 30. Oktober: Ernst von Haselberg, Stadtbaumeister von Stralsund, Wissenschaftler und Schriftsteller († 1905)

### November/Dezember
- 02. November: Paul de Lagarde, deutscher Kulturphilosoph und Orientalist († 1891)
- 04. November: Karl von Hofmann, deutscher Politiker der Kaiserzeit († 1910)
- 12. November: Gustav Adolf Merkel, deutscher Orgelvirtuose und Komponist († 1885)
- 15. November: Auguste Gougeard, französischer Offizier und Politiker († 1886)
- 16. November: Therese von Miltitz, Tochter von Karl Borromäus von Miltitz und seiner Frau Auguste († 1912)
- 18. November: Mehmed Ali Pascha, türkischer Feldherr deutscher Abstammung († 1878)
- 18. November: Jesper Jespersen von Bahnson, dänischer Generalleutnant und Kriegsminister († 1909)
- 19. November: Karl Buchrucker, lutherischer Geistlicher und Theologe († 1899)
- 19. November: Johann Gottlieb Christaller, Missionar und Sprachforscher († 1895)
- 21. November: Martin Blumner, deutscher Komponist und Musiktheoretiker († 1901)
- 24. November: Julius Tafel, deutscher Unternehmer in Nürnberg († 1893)
- 26. November: Ellen G. White, Mitbegründerin und Prophetin der Siebenten-Tags-Adventisten († 1915)
- 28. November: William A. Wallace, US-amerikanischer Politiker († 1896)
- 06. Dezember: Friedrich Albert Mehmel, deutscher Orgelbauer († 1888)
- 07. Dezember: Horace Boies, amerikanischer Politiker, Gouverneur von Iowa († 1923)
- 07. Dezember: James D. Porter, Jr., amerikanischer Politiker, Gouverneur von Tennessee († 1912)
- 10. Dezember: Aloisius Palazzolo, Ordensgründer und Seliger der römisch-katholischen Kirche († 1886)
- 11. Dezember: Adam Miłaszewski, polnischer Theaterleiter, Regisseur und Schauspieler († 1893)
- 11. Dezember: Karl Schenkl, österreichischer Altphilologe († 1900)
- 13. Dezember: Johann Rudolf Moser, Schweizer Kaufmann und Politiker († 1911)
- 15. Dezember: Marie Henri d’Arbois de Jubainville, französischer Keltologe und Historiker († 1910)
- 15. Dezember: Joseph Halévy, französischer Orientalist und Afrikareisender († 1917)
- 16. Dezember: Jean Abraham Chrétien Oudemans, niederländischer Astronom († 1906)
- 17. Dezember: Alexander Wassilko von Serecki, österr.-rumänischer Politiker, Landeshauptmann des Herzogtums Bukowina († 1893)
- 23. Dezember: Wilhelm von Tegetthoff, österreich-ungarischer Admiral († 1871)
- 25. Dezember: Friedrich Wilhelm Grimme, deutscher Schriftsteller, Heimatdichter und Botaniker († 1887)
- 26. Dezember: Arthur Gustav Kulenkamp, Bürgermeister in Lübeck († 1895)
- 27. Dezember: Auguste Podesta, deutsche Opernsängerin († 1902)
- 29. Dezember: Karl Otto Weber, deutscher Chirurg und Pathologe († 1867)

### Genaues Geburtsdatum unbekannt
- Asato Ankō, japanischer Meister des frühen Karate († 1906)
- Ferdinando Bonamici, italienischer Komponist und Musikpädagoge († 1905)
- Louis Drechsler, deutscher Cellist († 1860)
- William Irwin, 13. Gouverneur von Kalifornien († 1886)
- Wladimir Nikititsch Kaschperow, russischer Komponist († 1894)
- Jules Noriac, französischer Schriftsteller und Librettist († 1882)

## Gestorben

### Januar bis April
- 01. Januar: Maximilian von Paumgartten, österreichischer Feldmarschallleutnant
- 01. Januar: Johann Heinrich Suhrlandt, deutscher Kunstmaler (* 1742)
- 06. Januar: Charlotte von Stein, Weimarer Hofdame, Freundin von Friedrich Schiller und J. W. von Goethe (* 1742)
- 11. Januar: Anna Vittoria Dolara, italienische Nonne und Miniaturmalerin (* 1754)
- 12. Januar: Franz Christian Löflund, Buchhändler und Verleger (* 1755)
- 13. Januar: Jean-Denis Lanjuinais, französischer Politiker (* 1753)
- 29. Januar: Joseph Christian Lillie, dänischer Architekt und Innenarchitekt (* 1760)
- 02. Februar: Theodor Gotthold Thienemann, deutscher lutherischer Theologe (* 1754)
- 11. Februar: José Lidón, spanischer Komponist (* 1748)
- 12. Februar: Friedrich Reinhard Ricklefs, deutscher Altphilologe und Gymnasialdirektor (* 1769)
- 17. Februar: Johann Heinrich Pestalozzi, Schweizer Pädagoge (* 1746)
- 19. Februar: Armand de Caulaincourt, französischer General und Staatsmann (* 1773)
- 22. Februar: Charles Willson Peale, US-amerikanischer Porträt- und Landschaftsmaler (* 1741)
- 26. Februar: Cécile Stanilas de Girardin, französischer Politiker (* 1762)
- 27. Februar: Françoise Eléonore Dejean de Manville, Comtesse de Sabran, Pariser Salondame (* 1749)
- 05. März: Pierre Simon Laplace, französischer Mathematiker und Astronom (* 1749)
- 05. März: Alessandro Volta, italienischer Physiker (* 1745)
- 14. März: Wilhelm Georg von Schack, preußischer Generalmajor (* 1751)
- 26. März: Ludwig van Beethoven, deutscher Komponist (* 1770)
- 03. April: Ernst Florens Friedrich Chladni, deutscher Naturwissenschaftler (* 1756)
- 08. April: Johann Nepomuk von Triva, bayerischer General und Kriegsminister (* 1755)
- 13. April: Hugh Clapperton, englischer Afrikaforscher (* 1788)
- 16. April: Johann Ferdinand Feige der Jüngere, deutscher Bildhauer (* 1766)
- 21. April: Thomas Rowlandson, britischer Maler und Karikaturist (* 1757)
- 24. April: Ioannis Notaras, griechischer Adliger, General und Freiheitskämpfer (* 1805)
- 26. April: János Bihari, ungarischer Komponist (* 1764)
- 27. April: Joaquín Blake y Joyes, spanischer Feldherr (* 1759)
- 29. April: Rufus King, US-amerikanischer Jurist, Politiker und Diplomat (* 1755)
- 30. April: Augustin Roguin, Schweizer Kaufmann und Reeder (* 1768)
- 30. April: William Tilghman, US-amerikanischer Jurist und Politiker (* 1756)

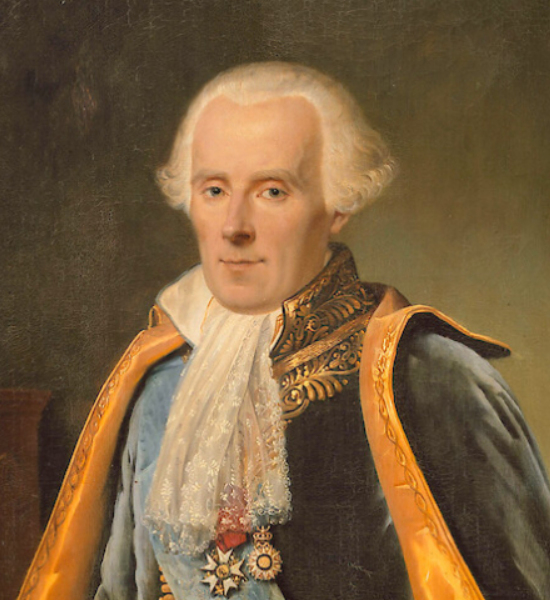
Pierre-Simon Laplace, 5. März
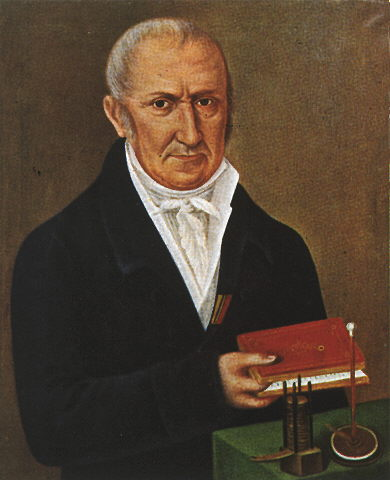
Alessandro Volta, 5. März
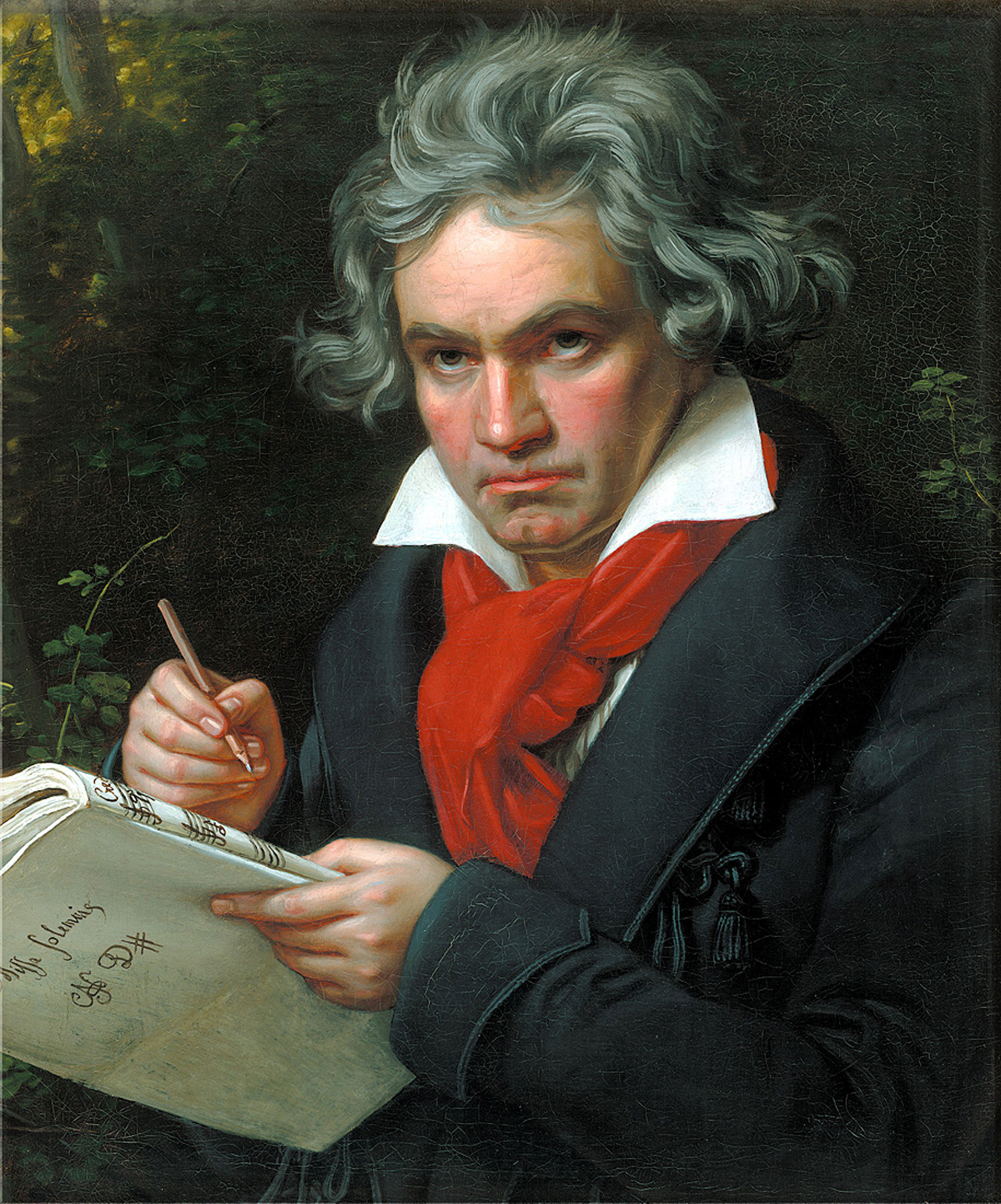
Ludwig van Beethoven, 26. März
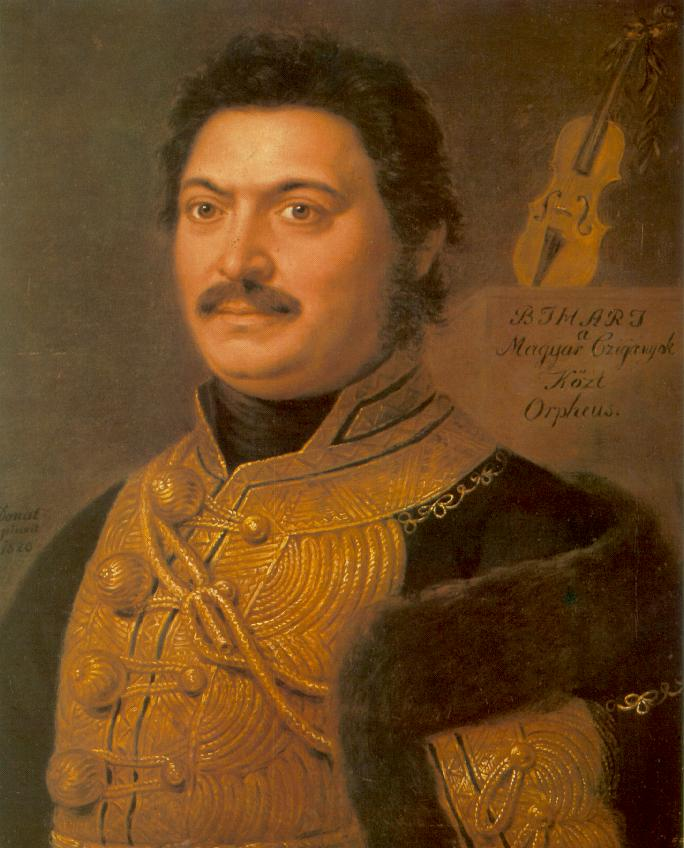
János Bihari, 26. April

### Mai bis August
- 05. Mai: Friedrich August I., sächsischer Kurfürst (* 1750)
- 07. Mai: Franz Joseph Märter, österreichischer Botaniker und Naturforscher (* 1753)
- 09. Mai: Burkhard Friedrich Mauchart, deutscher Schultheiß und Abgeordneter (* 1744)
- 21. Mai: Michel-Gabriel Paccard, französischer Arzt und Alpinist (* 1757)
- 24. Mai: Johann Josef Adrians, Oberbürgermeister Freiburgs (* 1756)
- 26. Mai: Heinrich Prescher, deutscher Historiker (* 1749)
- 30. Mai: Sebastian Carl Christoph Reinhardt, deutscher Landschaftsmaler (* 1738)
- 31. Mai: Pierre Louis Prieur, französischer Politiker (* 1756)
- 13. Juni: Ludwig Philipp Aschoff, deutscher Apotheker (* 1758)
- 18. Juni: Giuseppe Avanzini, italienischer römisch-katholischer Geistlicher, Mathematiker und Physiker (* 1753)
- 20. Juni: Karl Philipp Conz, deutscher Dichter und Schriftsteller (* 1762)
- 20. Juni: Thomas Worthington, US-amerikanischer Politiker (* 1773)
- 22. Juni: Fidel André, deutscher Politiker (* 1770)
- 25. Juni: Johann Gottfried Eichhorn, deutscher Orientalist und Historiker (* 1752)
- 26. Juni: Christian August Vulpius, deutscher Schriftsteller (* 1762)
- 26. Juni: Samuel Crompton, britischer Erfinder (* 1753)
- 08. Juli: Robert Surcouf, französischer Marineoffizier und Korsar (* 1773)
- 09. Juli: Josef Malinský, tschechischer Bildhauer und Schnitzer (* 1752)

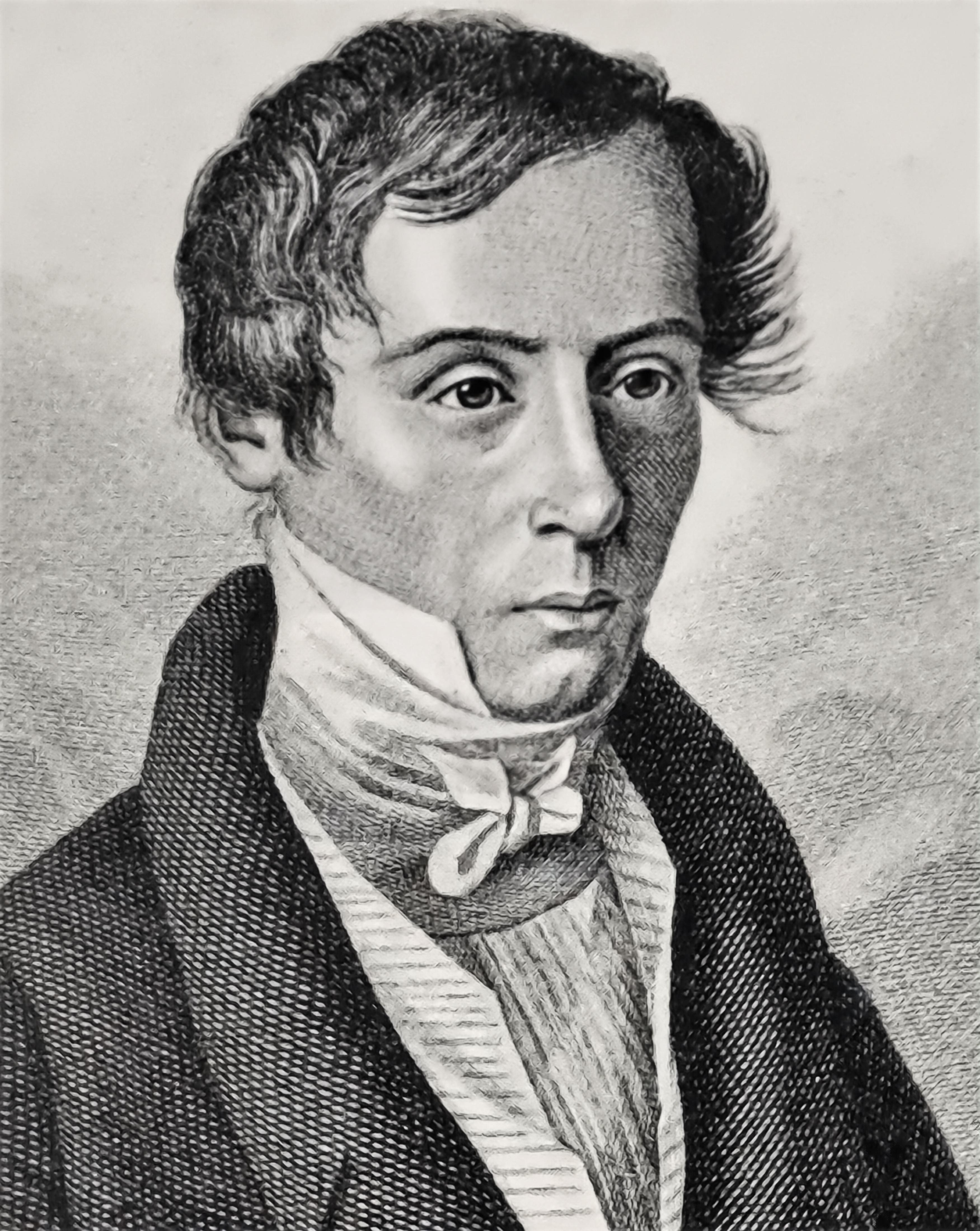
Augustin Jean Fresnel

- 14. Juli: Augustin Jean Fresnel, französischer Physiker und Ingenieur (* 1788)
- 16. Juli: Augustin de Lestrange, französischer Zisterzienserabt, Ordensreformator und Klostergründer (* 1754)
- 29. Juli: Karl Gottlob Sonntag, deutscher Geistlicher, Generalsuperintendent von Livland (* 1765)
- 29. Juli: Johann Martin Usteri, Schweizer Dichter (* 1763)
- 02. August: James Hewitt, US-amerikanischer Komponist (* 1770)
- 03. August: Lorenz Leopold Haschka, österreichischer Lyriker (* 1749)
- 08. August: George Canning, britischer Politiker und Regierungschef (* 1770)
- 09. August: John Elliott, US-amerikanischer Politiker (* 1773)
- 12. August: William Blake, britischer Dichter, Mystiker und Maler (* 1757)
- 18. August: Joseph François Durutte, französischer Graf und General (* 1767)
- 19. August: Bernhard Joseph Ritter Anders von Porodim, österreichischer Beamter (* 1752)
- 27. August: Johann Casimir Häffelin, Diplomat (* 1737)

### September bis Dezember
- 03. September: Ludovike Simanowiz, württembergische Malerin (* 1759)
- 04. September: Heinrich Boie, deutscher Zoologe (* 1794)
- 10. September: Ugo Foscolo, italienischer Dichter (* 1778)
- 17. September: Matthew Talbot, US-amerikanischer Politiker (* 1762)
- 19. September: Morten Thrane Brünnich, dänischer Zoologe und Mineraloge (* 1737)
- 21. September: Friedrich Wilhelm Ziegler, Schauspieler und Theaterdichter (* 1758)
- 23. September: Freeman Walker, US-amerikanischer Politiker (* 1780)
- 27. September: Johann Ernst von Alvensleben, deutscher Staatsmann (* 1758)
- 01. Oktober: Johann Ludwig Wilhelm Müller, deutscher Dichter (* 1794)
- 03. Oktober: Franz Michael Vierthaler, Pädagoge und Schulreformer, Schriftsteller und Journalist (* 1758)
- 12. Oktober: John Eager Howard, US-amerikanischer Politiker (* 1752)
- 18. Oktober: Heinrich Alken, deutscher Bildhauer und Maler (* 1753)
- 19. Oktober: Carl Friedrich Ernst Aschenborn, preußischer Jurist (* 1770)
- 20. Oktober: Friedrich Albrecht Ernst von Aweyden, preußischer Justizdirektor und Gutsbesitzer (* 1747)
- 24. Oktober: Henry S. Thibodaux, US-amerikanischer Politiker (* 1769)
- 01. November: Karl Maximilian Andree, deutscher Mediziner und Gynäkologe (* 1781)
- 03. November: Robert Abercromby, britischer General und Oberbefehlshaber in Indien (* 1740)
- 06. November: Bartolomeo Campagnoli, italienischer Violinist, Komponist und Dirigent (* 1751)
- 10. November: St. George Tucker, US-amerikanischer Jurist und Dichter (* 1752)
- 18. November: Wilhelm Hauff, deutscher Schriftsteller und Märchenerzähler (* 1802)
- 20. November: Alexei Nikolajewitsch Titow, russischer Komponist (* 1769)
- 21. November: Christian von Massenbach, preußischer Oberst und Schriftsteller (* 1758)
- 26. November: José Álvarez Cubero, spanischer Bildhauer (* 1768)
- 01. Dezember: August Friedrich Holtzhausen, deutscher Ingenieur und erster deutscher Dampfmaschinenfabrikant (* 1768)
- 02. Dezember: Josef Sandhaas, deutscher Maler (* 1784)
- 05. Dezember: Enrico Acerbi, italienischer Mediziner (* 1785)
- 13. Dezember: Fabrizio Dionigi Ruffo, katholischer Kardinal (* 1744)
- 28. Dezember: Robert Woodhouse, britischer Professor der Mathematik (* 1773)

### Genaues Todesdatum unbekannt
- Józef Kopeć, polnischer General und Tagebuchautor (* 1758)
- Theodor Franz Thiriart, Kölner Buchdrucker und Verleger (* 1770)